# بافن (دهانه)
بافن یک دهانه برخوردی در ماه‌ است.

## دهانه‌های اقماری
این دهانه ۴ دهانه اقماری دارد.
| Buffon | عرض جغرافیایی | طول جغرافیایی | قطر          |
| ------ | ------------- | ------------- | ------------ |
| H      | ۴۲.۳° S       | ۱۲۸.۵° W      | ۲۶.۰ کیلومتر |
| K      | ۴۶.۳° S       | ۱۲۸.۰° W      | ۱۸.۰ کیلومتر |
| D      | ۴۰.۲° S       | ۱۳۱.۷° W      | ۲۰.۰ کیلومتر |
| V      | ۳۹.۲° S       | ۱۳۷.۱° W      | ۳۸.۰ کیلومتر |